# 大西民子
大西 民子（おおにし たみこ、1924年（大正13年）5月8日 - 1994年（平成6年）1月5日）は、昭和期の日本の歌人である。本名は菅野 民子（かんの たみこ）。日常の風景をあらわした短歌で知られる。

## 経歴
1924年（大正13年）5月8日、岩手県盛岡市八幡町に、父・菅野佐介、母・カネの三姉妹の次女として生まれる。
盛岡市立城南尋常小学校、岩手県立盛岡高等女学校（現岩手県立盛岡第二高等学校）を経て、奈良女子高等師範学校（現奈良女子大学）へ進む。石川啄木に憧れ、在学中に前川佐美雄の短歌指導を受ける。卒業後、岩手県立釜石高等女学校（現岩手県立釜石高等学校）の教諭となり、終戦を迎えた。1947年（昭和22年）結婚、男児を早死産し半年あまり病床にあった。
1949年（昭和24年）埼玉県大宮市（現・さいたま市）に居を移し、埼玉県教育局職員（地方公務員）となる。このころ木俣修に入門、のち「形成」創刊に参加、編集等に携わる。1956年（昭和31年）、第一歌集『まぼろしの椅子』を刊行、以後、『不文の掟』『無数の耳』『花溢れゐき』と続く。10年間別居中の夫と協議離婚。1972年（昭和47年）には同居していた妹、佐代子の急死により身寄りのすべてを失う。1973年（昭和48年）、『雲の地図』を刊行。以後『野分の章』『風水』『印度の果実』『風の曼陀羅』を刊行する。
1983年（昭和58年）、木俣修の死去に遭い、「形成」の継続発行に尽力し、10年後解散する。路頭にまよう会員を気遣い、病をおして、1993年（平成5年）波濤短歌会を持田勝穂と共に結成、「波濤」創刊号を発刊するがその直後の1994年（平成6年）1月5日、自宅にて死去。享年69。墓所はさいたま市岩槻区加倉の浄国寺。遺歌集『光たばねて』が刊行される。
2000年（平成12年）、大西を顕彰して波濤短歌会が「大西民子賞」、大宮市が「現代短歌新人賞」を創設する。

## 評価
日常のささやかな事象を取り上げ、自らの思いを込めてゆく作風で知られる。何気ない場面から、不穏な雰囲気をつかみ取る作歌スタイルを指して、小高賢は「まるで推理小説を読むよう」と評している。孤独と心傷を流麗な言葉によって歌いあげつつ、生と美の豊かさを追求した。
第一歌集『まぼろしの椅子』は夫との生活の破綻をモチーフとする。知と情の狭間にある女性の生き方を表現した歌集であり、歌壇に広く反響を読んだ。特にこの歌集に収録された代表作「かたはらに置くまぼろしの椅子……がれて待つ夜もなし今は」は、「家庭を裏切った夫を待ち続ける若い妻」の哀切を表現し、多くの読者の共感を得た。この一首により大西は歌壇で広く知られる歌人となり、また、この一首が大西のイメージを定着化させてしまった。その点を踏まえ、長年の友人であった馬場あき子は大西短歌のテーマとして、「不運の予感」「故郷喪失」「流亡の相」「欠落した部分への関心」「生きてゆく上のさまざまな不安」を挙げている。
第二歌集『不文の掟』は、夫が去った後の孤独と内的葛藤をモチーフとすると同時に、想像力を駆使した幻想の世界を展開させ、その幻視性は第三歌集『無数の耳』へと続く。日常生活において小さな欠落を発見することに大西は関心を向けるが、それらの歌は、あらゆる存在を危うくする不安の要因が無数に潜んでいることを読者に訴えかける。また、第五歌集『雲の地図』では唯一の肉親である妹を失っての悲嘆を昇華させた。13年間を同居した最愛の妹の急逝に遭い、哀切な直情を短歌とした。その後、大西の歌世界における孤独感はより一層強まる。内面の悲しみを直視した世界を展開させ、迢空賞を受賞した第七歌集『風水』に結実する。
第七歌集『風水』は単独歌集ではなく、昭和56年に刊行された『大西民子全歌集』に未刊歌集として収録された。公務員として男性優位社会の中で生きる女性のひりひりした神経や苦しさを捉えるなど、独自の視点をさらに深めている。また、失うものの無くなった天涯孤独の生の在り方を再確認することで、歌の中にゆとりのような豊饒さが生じている。これは、「欠落への関心」をテーマとしてきた大西の新展開でもあった。それに伴い、幻視の手法においてもより一層の現実感が生じている。

## 受賞歴
- 1965年（昭和40年） - 「季冬日々」により短歌研究賞受賞。
- 1982年（昭和57年） - 『風水』により迢空賞受賞。
- 1988年（昭和63年） - 埼玉県岩槻市浄国寺境内に歌碑建立。
「一本の木となりてあれゆさぶりて……のを風と呼ぶべく」を刻む。
- 1992年（平成4年） - 『風の曼陀羅』により第7回詩歌文学館賞受賞。11月に紫綬褒章受章。
- 2000年（平成12年） - さいたま市氷川の杜文化館の庭内に歌碑建立。碑歌は
 「かたはらに置くまぼろしの椅子……がれて待つ夜もなし今は」

## 著書
- 『まぼろしの椅子 大西民子歌集』新典書房 1956 形成短歌新書 のち短歌新聞社文庫
- 『不文の掟 歌集』四季書房 1960 形成叢刊　のち現代短歌社文庫
- 『歌集　無数の耳』短歌研究社、1966
- 『花溢れゐき 大西民子歌集』短歌研究社 1971 形成叢刊
- 『雲の地図 大西民子歌集』短歌新聞社 1975 形成叢刊
- 『石の船 自選歌集 大西民子歌集』短歌新聞社 1975 現代歌人叢書
- 『野分の章 大西民子歌集』牧羊社 1978 形成叢刊
- 『大西民子全歌集』沖積舎 1981
- 『海の記憶 大西民子歌集』沖積舎 1981
- 『歌集　風水』沖積舎、1986
- 『印度の果実 大西民子歌集』短歌新聞社 1986 現代短歌全集
- 『現代短歌入門自解100歌選　大西民子集』牧羊社 1986
- 『歌集　風の曼荼羅』短歌研究社　1991
- 『添削教室』短歌新聞社 1992
- 『光たばねて 大西民子歌集』波濤短歌会編集　短歌新聞社 1998

## 関連書籍
- 沢口芙美『大西民子の歌』雁書館 1992 現代歌人の世界
- 原山喜亥編『青みさす雪のあけぼの 大西民子の歌と人生』さきたま出版会 1995
- 北沢郁子『回想の大西民子』砂子屋書房 1997
- 有本倶子『評伝大西民子』短歌新聞社 2000